# Cirque Divers
Le Cirque Divers est un cabaret liégeois d'inspiration pataphysique, fondé sous l'impulsion de Michel Antaki en 1977. Les membres fondateurs, outre Michel Antaki, sont Brigitte Kaquet, Jacques Jaminon, Jean-Marie Lemaire et Jacques Lizène. Le Cirque Divers a fermé ses portes en 1999.